# Charles Tisseyre
Pour les articles homonymes, voir Tisseyre.
Charles Tisseyre, né le 15 juillet 1949 à Montréal, est journaliste, animateur de télévision et vulgarisateur scientifique québécois. Il anime l'émission Découverte depuis 1992 à la télévision de Radio-Canada.

## Biographie
Charles Marcel Tisseyre naît le 15 juillet 1949 à Montréal. Ses parents sont Michelle et Pierre Tisseyre . Il obtient sa licence en droit et entre à la Société Radio-Canada en 1974. Il rejoint la salle des nouvelles comme journaliste en 1978. Par la suite, il anime les journaux télévisés Montréal ce soir, puis Le Téléjournal.
D'abord coordonnateur journalistique pour l'actualité de l'Europe de l'Ouest, il couvre ensuite plusieurs événements majeurs, dont la tuerie de l'École polytechnique de Montréal, le massacre de la place Tian'anmen, le grand verglas de 1998 et les voyages dans l'espace de Julie Payette et de Roberta Bondar.
En mai 2008, il participe à une expérience médicale au mont Mera, Népal. Accompagnés d'une équipe de tournage de Découverte, l'étude visait, entre autres, à évaluer les impacts physiques d'une telle expédition sur une génération vieillissante. Souffrant d'apnée du sommeil, Tisseyre dut abandonner l'ascension de la montagne.

## Vie privée
En août 2009, lors d'une entrevue donnée au périodique 7 jours dans le cadre de sa participation à l'émission Le Moment de vérité, Charles Tisseyre affirme qu'il est dyslexique. Il en parle en onde lors de l'émission Comme par magie diffusée en avril 2010.
En septembre 2017, son fils Charles-Alexandre devient présentateur du Téléjournal Est du Québec pour la Société Radio-Canada après avoir occupé divers postes à la radio de la société d'État à Sept-Îles et Rimouski.
Le 7 octobre 2022, Charles Tisseyre subit un AVC. Il s'en sort, heureusement, sans séquelles.

## Parcours professionnel[11]

### Présentateur ou animateur
- 1974-1978 : Radio-Canada International
- 1978-1986 : Radio-Canada
- 1986-1989 : Montréal ce soir
- 1989-1992 : Téléjournal 22h (fins de semaine)
- Depuis 1992 : Découverte

### Narrateur
- 2008 : Découverte: Notre Impact sur le Monde du Vivant
- 2009 : Planète Terre
- 2009 : Galápagos: Les Îles qui ont Changé le Monde
- 2009 : Terre: Puissance d'une Planète
- 2010 : La Chine Sauvage
- 2010 : Terre: La Grande Aventure de la Vie
- 2011 : Yellowstone
- 2012 : Au Cœur du Corps Humain
- 2012 : À la Conquête de l'espace: L'histoire de la NASA
- 2012 : Orbite: Le Voyage Extraordinaire de la terre
- 2013 : Comment Faire Pousser une Planète
- 2014 : Wild Canada: le Canada Grandeur Nature
- 2015  : L'Afrique
- 2015  : La Grande Barrière de Corail
- 2015 : 1000 Jours pour la Planète (An 2)

## Hommages

### Décorations
- Chevalier de l'Ordre national du Québec (2024)[12]
- Membre de l'Ordre du Canada (2018)[13]
- Médaille d’honneur de l’Assemblée nationale (2015)[14]

### Prix
- 2001 : Finaliste pour le Prix MetroStar
- 2004 : Mérite d'honneur en éducation
- 2011 : Prix de l’animateur d’affaires publiques, pour sa carrière, au Gala Artis[11]
- 2012 : Prix de l’animateur d’affaires publiques, pour sa carrière, au Gala Artis

### Autres
- 1999 : Animateur d'honneur du gala des sciences de l'ACFAS
- 2000 : Maître de cérémonie de la Soirée Gala
- 2000 : Membre du comité d'honneur de l'organisme Autisme
- 2019 : Docteur d’honneur institutionnel[15],[16]